# جون روبنسون (سياسي كندي)
جون روبنسون هو شخصية أعمال وسياسي كندي، ولد في 1762، وتوفي في 8 أكتوبر 1828. انتخب mayor of Saint John ‏ (1816 – 1828) وانتخب Speaker of the Legislative Assembly of New Brunswick ‏ (1813 – 1816) وانتخب عضو الجمعية التشريعية لنيو برونزويك ‏ (1802 – 1809).